# Büchenauer Brücke
Die Büchenauer Brücke ist eine Straßenbrücke in Bruchsal, Baden-Württemberg, die die Grabener Straße bzw. die B 35 über die Eisenbahngleise des rund 400 m weiter nördlich liegenden Bahnhof Bruchsal führt. Ihr Name bezieht sich auf den südwestlich von Bruchsal gelegenen Stadtteil Büchenau.
Die Brücke wurde in den Jahren 1955 und 1956 im Zuge der neuen Umgehung B 35 gebaut, da die ältere stählerne Fachwerkbrücke zu klein und zu schwach war und abgebrochen werden musste. Aufgrund der Anforderungen der DB musste eine Brücke ohne Zwischenstützen gebaut werden, wofür nur eine Schrägseilbrücke bzw. Zügelgurtbrücke in Frage kam. Sie gehörte damit zu den ersten modernen Schrägseilbrücken überhaupt.
Sie hat zwei Fahrspuren und zwei breite Geh- und Radwege. Sie ist insgesamt 85,2 m lang, ihr Hauptfeld hat eine Spannweite von 58,8 m und die beiden Seitenfelder von je 13,20 m.
Ihre Widerlager mussten wegen des schlechten Untergrundes auf Pfählen gegründet werden. Sie dienen nicht nur als Lager für das Brückendeck, sondern auch als Gegengewicht für die aufwärts gerichtete Komponente aus dem Zug der Schrägseile.
Das 17,2 m breite Brückendeck hat zwei Fahrspuren à 4,5 m Breite und auf beiden Seiten einen Radweg mit 2,1 m und einen Gehweg mit 2,0 m Breite. Außerdem hat es an beiden Seiten je eine 1,8 m breite Schutztafel, um die elektrische Oberleitung der Bahn abzuschirmen, so dass sich eine Breite über alles von 20,8 m ergibt. Das Brückendeck besteht aus einem oben offenen Stahl-Hohlkasten, der mehrfach durch Längs- und Querträger ausgesteift ist und von einer mit ihm verbundenen, 25 cm dicken Betonplatte abgeschlossen wird. Es hat eine Konstruktionshöhe von 1,15 m. Für die statischen Berechnungen wurde das aus den Stahlträgern und der Betonfahrbahndecke gebildete Verbundsystem als orthotrope Platte betrachtet.
Das Brückendeck lagert auf vier Pendelstützen, die in Längsrichtung die Stützweite von 58,8 m bestimmen und quer einen Achsabstand von 13,2 m haben. Anstelle konventioneller Pylone hat die Brücke über diesen Pendelstützen vier senkrechte stählerne Stiele, die 9 m über die Fahrbahn ragen, biegesteif mit ihm verbunden sind und je ein Seil tragen, das über Kabelsättel auf ihren Spitzen geführt und im Brückendeck in Abständen zu den Stielen von 13,3 m auf der Außenseite und 19,8 m auf der Innenseite verankert ist.
Die Schrägseile tragen somit nicht das gesamte Brückendeck, sondern nur die Lasten aus der Hauptöffnung von 58,8 m und hier insbesondere die aus dem nicht überspannten mittleren Abschnitt von 19,2 m. Die Seile bestehen jeweils aus 19 Einzelseilen mit einem Durchmesser von 38 mm, die in ein Sechseckprofil angeordnet und zu einem Kabel komprimiert wurden.
Der Stahlbau wurde durch J. Gollnow & Sohn, Karlsruhe erstellt, die Fahrbahnplatte durch eine Arge aus den Unternehmen Züblin und Stumpf betoniert.